# Atimbre
Atimbre (en llatí Athymbrus, en grec antic Ἀθυμβρός) fou un espartà llegendari que junt amb els seus germans Atimbrad (Ἀθύμβραδος) i Hidrel (Ἲδρηλος) va fundar tres ciutats a Cària que van rebre cadascuna el nom de cada un d'ells. Aquestes ciutats no van prosperar, i llavors els habitants, després d'abandonar-les, es van concentrar en un punt on van fundar Nisa, que va ser considerada més tard fundada per Atimbre. En parla Estrabó.